# BRED Madagasikara
La BRED Madagasikara Banque populaire, anciennement Banky Fampandrosoana ny Varotra puis BFV - Société Générale (BFV - SG), puis Société Générale Madagasikara, est une des principales banques malgaches. Elle fait partie des trois piliers de l'industrie bancaire malgache non mutualiste avec la BNI et la BOA.

## Historique
La Banky Fampandrosoana ny Varotra (BFV, en français : Banque du Développement du Commerce) fondée par décret le 17 juin 1977, naît de la fusion de deux institutions financières, la Banque Commerciale de Madagascar (BCM) et la Banque Financière et Commerciale Malgache Mandroso (BFCMM). Principalement public, son capital est détenu à 70% par l'État, 25% par la Banque San Paolo, et 5% par son personnel,,.
À la fin des années 1990, l'État décide de privatiser son secteur bancaire et la Société Générale acquiert en 1998 la BFV, qui devient BFV - Société Générale. L'État garde toutefois une participation de 28,5% dans la nouvelle banque, le personnel possède 1,5% et la Société Générale 70% du capital,,.
La BFV - Société Générale est renommée Société Générale Madagasikara en mars 2019.
Le 5 août 2024, dans le prolongement de sa stratégie de désengagement du continent africain, la Société Générale annonce la session de sa filiale malgache à BRED Banque populaire.
Son siège est situé au 14 Lalana (rue) Rabehevitra, à Antananarivo, ancien siège de la Banque de Madagascar.